# 聖若望教堂 (維爾紐斯)

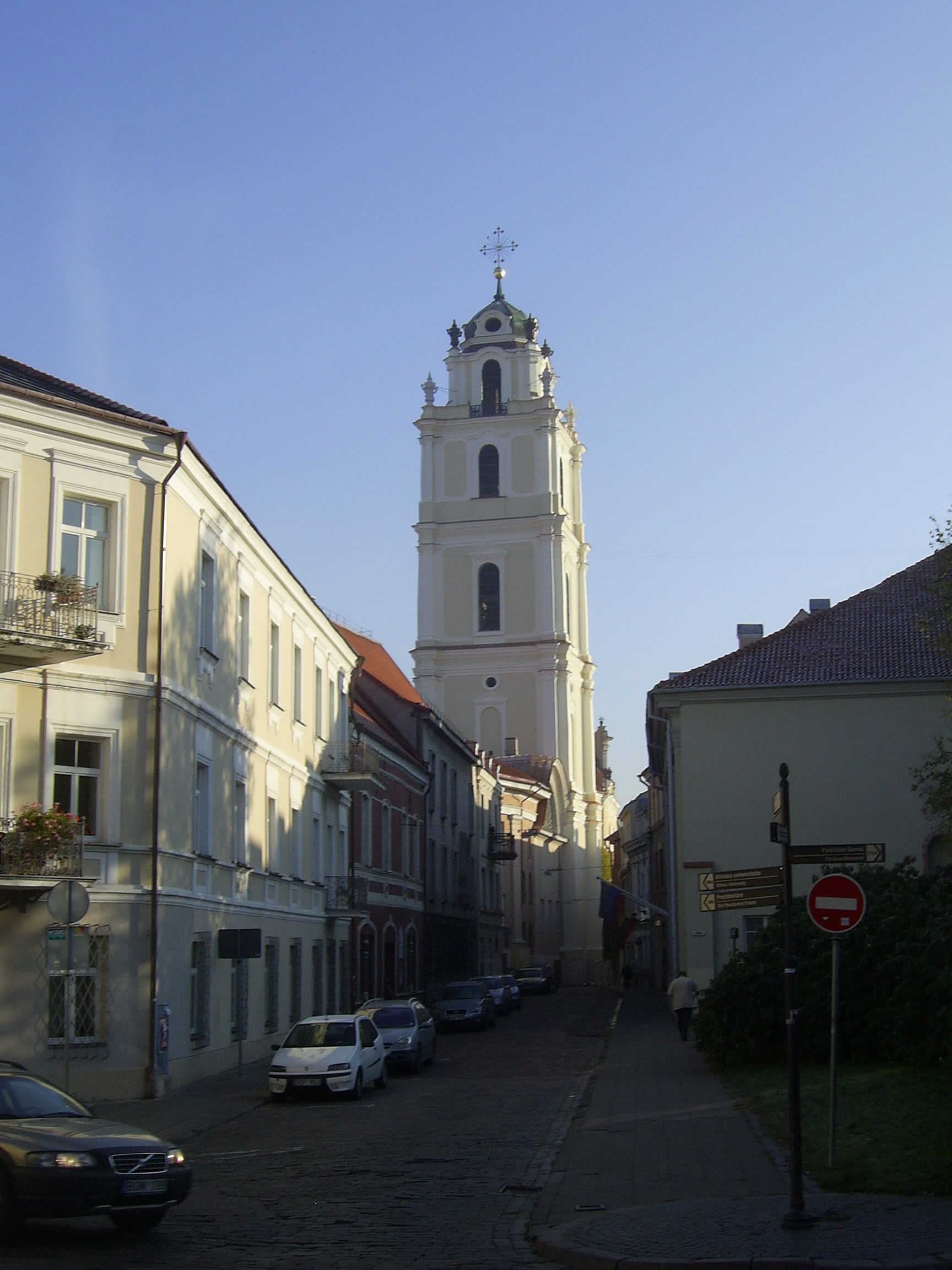
聖若望教堂

聖若望教堂是位於立陶宛首都維爾紐斯舊城區的一座教堂。教堂修建於1388–1426年期間，在16至17世紀重建。教堂外觀為後期巴洛克式風格。教堂獻給聖若翰洗者和聖史若望。
54°40′57″N 25°17′18″E / 54.68250°N 25.28833°E